# Orseolia apludae
Orseolia apludae är en tvåvingeart som först beskrevs av Ephraim Porter Felt 1920.  Orseolia apludae ingår i släktet Orseolia och familjen gallmyggor. Inga underarter finns listade i Catalogue of Life.